# Логофобія
Логофобія, вербофобія, глософобія (від дав.-гр. λόγος — слово, мова + дав.-гр. φόβος — страх) — фобія публічно говорити, невротичний страх вимовляти потрібні слова, найчастіше при заїканні (логоневроз) та мутизмі. Хворий відчуває почуття сорому через свій дефект мови, боїться затнутися, переживає через те, яке враження справить на людей, що його оточують.
За виникнення логофобії у людини формується невпевненість у собі, знижується самооцінка. Поступово звужується коло спілкування, обмежується зона комфорту. Це, своєю чергою, є чинником виникнення психоемоційного напруження, яке може як посилювати заїкання, саму логофобію, так і викликати інші розлади невротичного кола.
Може бути частковою, наприклад: людина з логофобією вільно говорить з близькою людиною; але відчуває логоневроз, аж до спазмів мовного апарату при спілкуванні з менш близькою; і не може говорити з незнайомими людьми, уникає людей і обов'язків, які вимагають вербального контакту з ними (це може набути форми мутизму або обітниці мовчання).

## Можливі причини

### Психологічні фактори
- Страх відповідальності, неготовність до реакції оточення (причини: синдром хронічної втоми, комплекс провини, низька самооцінка, реальні або уявні недоліки, очікування негативної оцінки оточенням, скоптофобія — страх глузувань, негативний самогіпноз)
- психотравми, переляк, фіксоване у підсвідомості прийняте колись рішення мовчати — що є особистим рішенням або чужим злобливим навіюванням (наприклад, навіяні в дитинстві команди «замовкни, замовкни, тебе ніхто не питає, зганьбився — мовчи» тощо)
- Слабке знання місцевої мови, термінології або місцевих норм поведінки

### Фізіологічні порушення
- логопедичні порушення дикції, заїкання
- патології мовного апарату
- Галітоз

## Лікування
Зазвичай психотерапевти рекомендують для компенсації негативного досвіду словесного спілкування, набувати позитивний досвід. Для цього необхідний як індивідуальний психотренінг, так і напрацювання позитивного досвіду у спілкуванні з людьми.
Використовуються комбінації різних методів: Фізіологічні (гімнастика та масаж шиї та обличчя, дихальні вправи) — для позбавлення від звички затискати м'язи шиї та рота в очікуванні ситуації коли треба буде говорити. Афірмації (варіант — молитви) для заспокоєння, підвищення самооцінки та відповідальності за свою думку. Аутогенне тренування. Уявна регулярна концентрація на області рівня рота і шиї, намагаючись не зважати на бажання відволіктися на інші думки, яке з'являється через психічний дискомфорт при цьому аутотренінгу, через спогади образ тощо Робота в групах з психологом / логопедом / лінгвістом / ритором. Можуть використовуватися антидепресанти. Потрібне виправлення причин появи фобії.